# Гольцблат, Андрей Александрович
Андрей Александрович Гольцблат (родился 8 июля 1962 года, Минская область, Белорусская ССР, СССР) — российский юрист, управляющий партнёр юридической фирмы Bryan Cave Leighton Paisner (Russia) LLP, российской практики международной фирмы Bryan Cave Leighton Paisner LLP.

## Биография

### Ранние годы, образование, 1962—1990
Гольцблат родился 8 июля 1962 года в Минской области Белорусский ССР в семье специалистов по сельскохозяйственным наукам. После средней школы был призван и служил в 76 гвардейско-десантной штурмовой дивизии ВДВ.
С возвращением из армии Гольцблат поступил в Академию Министерства внутренних дел СССР и с отличием окончил её в 1987 году. На следующий год он поступил в аспирантуру Московской юридической академии, где защитил кандидатскую диссертацию по теме «Развитие идеи правового государства в России в 1905—1917 гг.» под руководством профессора кафедры теории государства и права Валерия Зорькина.

### Работа в конституционной комиссии, начало карьеры, 1990—1994
В 1990 году Зорькин возглавил экспертную группу комиссии Съезда народных депутатов РСФСР по разработке новой российской Конституции и пригласил своего аспиранта Гольцблата принять участие в работе. Ему предложили постоянную работу эксперта в секретариате Конституционной комиссии, позднее он возглавил секретариат. В 1993 году Гольцблат перешёл на должность главного консультанта юридического департамента Государственной думы Российской Федерации.
В конце 1993 — начале 1994 года сотрудничавшие с Верховным Советом СССР американские юристы рекомендовали Гольцблата компании Mars: та планировала строительство первой российской фабрики в Ступинском районе Московской области с инвестициями в 100 миллионов долларов и поддержкой Председателя Правительства Виктора Черномырдина, но начало строительства откладывалось из-за мэра Ступино, не подписывавшего переведённый на русский язык договор аренды земли, составленный по нормам английского права. Договор, который составил Гольцблат в соответствии с нормами российского права, устроил обе стороны — и впоследствии Mars неоднократно обращалась к Гольцблату за юридической поддержкой и стала постоянным клиентом.

### «Юридическая практика», «Пепеляев, Гольцблат и партнёры», 1994—2008
В 1994 году Гольцблат учредил юридическую фирму «Юридическая практика» и стал её управляющим партнёром. В интервью Российскому агентство правовой и судебной информации и изданию «Право.ру» Гольцблат и Сергей Пепеляев соответственно рассказывали, что познакомились в середине 90-х годов, когда Гольцблат занимался правовым сопровождением Mars, а аудиторская фирма «Финансовые и бухгалтерские консультанты» (ФБК), в которой Пепеляев был старшим партнёром и директором департамента налогов и права, по рекомендации Coopers & Lybrand вела для Mars сложный налоговый спор.
В 2002 году после многолетнего сотрудничества в рамках налоговых дел Mars и других клиентов «Юридической практики» они пришли к идее общей юридической фирмы. В «Пепеляев, Гольцблат и партнёры» перешли юристы «Юридической практики» и юристы ФБК, работавшие с Пепеляевым. Доли основателей были разделены согласно валовой выручке команд за предшествовавшие годы. В новой фирме Гольцблат отвечал за направления корпоративной, таможенной, коммерческой и судебной практики и недвижимости, Пепеляев — направление налогового права. Компания быстро росла благодаря объединению юристов различных профилей и спустя несколько лет стала одной из ведущих российских юридических фирм. В 2006 году журнал Forbes в своём рейтинге «Ведущих юридических фирм России» поставил «Пепеляев, Гольцблат и партнёры» на второе место по размеру выручки.

### Goltsblat BLP, Bryan Cave Leighton Paisner (Russia) LLP, 2009 — н.в.
Гольцблат считал, что сотрудничество с крупнейшими иностранными и российскими клиентами и ведение трансграничных сделок в соответствии с английским правом в интересах российских компаний возможно только в рамках крупной международной фирмы, но взгляды Пепеляева на развитие совместного бизнеса отличались. В ноябре 2008 года Гольцблат покинул покинул «Пепеляев, Гольцблат и партнёры» и позднее на правах партнёра присоединился к международной юридической фирме «Бервин Лейтон Пейзнер».
В январе 2009 года Гольцблат учредил совместную c BLP юридическую фирму Goltsblat BLP, которая стала российским офисом британской фирмы, ранее не имевшей практики в стране. Вместе с ним в новую фирму перешли более трети сотрудников «Пепеляев, Гольцблат и партнёры» — 70 юристов и партнёров — почти все юристы блоков корпоративной, таможенной, коммерческой, судебной практики и специалисты по недвижимости, интеллектуальной собственности и трудовому праву. Девять ключевых юристов, которые ранее возглавляли направления в «Пепеляев, Гольцблат и партнёры», стали партнёрами Goltsblat BLP и международными партнёрами BLP. Одновременно с тем трения, сопровождавшие выход Гольцблата из «Пепеляев, Гольцблат и партнёры», затянулись почти на 2 года. Только в феврале 2010 года Пепеляев исключил фамилию бывшего партнёра из названия своей фирмы, а спор об использовании оставшегося в собственности «Пепеляев групп» доменного имени goltsblat.ru перешёл в судебную плоскость и завершился мировым соглашением в августе.
В европейском рейтинге Chambers and Partners 2015 Goltsblat BLP получила признание как лучшая фирма года. В рейтинге крупнейших юридических фирм в России, составленном «Коммерсантом» в 2015 году, Goltsblat BLP занимает третье место по размеру выручки и первое место по эффективности организации бизнеса. В рейтинге лучших юристов России, составленном The Best Lawyers в 2016 году, представлены 22 юриста Goltsblat BLP, в том числе сам Андрей Гольцблат. После слияния Bryan Cave LLP и Berwin Leighton Paisner (BLP), Goltsblat BLP получила название Bryan Cave Leighton Paisner (Russia) LLP..

## Профессиональная деятельность
Практика Гольцблата включает правовое сопровождение инвестиционных проектов и компаний с иностранным капиталом, структурирование сделок в России и СНГ, консультирование в сфере коммерческой и промышленной недвижимости. Его компетенции в области корпоративного права, корпоративной реструктуризации и сделок по слиянию и поглощению отмечены юридическими справочниками Chambers and Partners, The Legal 500 и IFLR1000.
Гольцблат состоит в Международной (IBA) и Американской (ABA) ассоциациях юристов, входит в консультативный совет Российско-британской торговой палаты и совет некоммерческого партнёрства «Содействие развитию корпоративного законодательства».

### Публикации
Книги
- А. Гольцблат. Сделки с землёй в России = A Guide to Land Transactions in Russia. — М.: Альпина Паблишер, 2007. — 104 с. — 1500 экз. — ISBN 978-5-9614-0484-5.
- А. Гольцблат. Земля и другие природные ресурсы. Правовые проблемы использования и защиты. — М.: Альпина Паблишер, 2008. — 128 с. — 2000 экз. — ISBN 978-5-9614-0749-5.
- Е. Тиллинг и другие. Правовая поддержка рекламы и защита интеллектуальной собственности / под редакцией А. Гольцблата. — М.: Альпина Паблишер, 2007. — 120 с. — 2500 экз. — ISBN 978-5-9614-0469-2.
- И. Айвори и А. Ситников. Практическое руководство по совершению сделок M&A в России = A case study guide to M&A transactions in Russia / под редакцией А. Гольцблата. — Goltsblat BLP, 2012.

Статьи
- А. Гольцблат. Земельные правоотношения в России // Имущественные отношения в Российской Федерации. — 2004. — № 5. — ISSN 2072-4098.
- А. Гольцблат, С. Аллан. Россия как международный финансовый центр: составляющие успеха. // Журнал «Закон». — 2011. — № 12. — ISSN 2073-3313.

## Награды и звания
- Медаль «За заслуги в защите прав и свобод граждан» Федеральной палаты адвокатов Российской Федерации.

## Личная жизнь
В интервью газете «Ведомости» Гольцблат рассказывал о двух сыновьях. На 2013 год старший окончил Лондонскую школу экономики и политических наук и получал второе высшее образование в России, младший — учился в российской школе.